# Кроос, Феликс
Феликс Кроос (нем. Felix Kroos; род. 12 марта 1991, Грайфсвальд, Мекленбург — Передняя Померания) — немецкий футболист, полузащитник. Младший брат Тони Крооса.

## Карьера

### Клубная карьера
Вырос в районе Шёневальд города Грайфсвальд. С 1997 года воспитывался в футбольной школе клуба «Грайфсвальдер», за который ранее играл, а позже стал тренером молодёжной команды его отец Роланд Кроос. Когда отец Феликса и Тони в 2002 году стал тренером молодёжной команды «Ганзы», сыновья вместе с ним перебрались в Росток, где играли за молодёжную команду.
В июне 2010 года подписал контракт с бременским «Вердером», рассчитанный до 2013 года. Дебют Крооса за «Вердер» состоялся 24 ноября 2010 года в матче Лиги чемпионов против «Тоттенхэм Хотспур», Феликс вышел на замену на 55 минуте матча. В немецкой бундеслиге футболист дебютировал 28 ноября 2010 года в матче против «Санкт-Паули», выйдя в стартовом составе «музыкантов». Первый гол в бундеслиге Феликс Кроос забил 9 ноября 2013 года на 22-й минуте выездного матча против «Шальке 04».
28 января 2016 года был арендован берлинским «Унионом» сроком до конца сезона 2015/16. В июле того же года подписал с берлинским клубом полноценный контракт на три года. В июле 2019-го контракт был продлён ещё на один год.
В сентябре 2020 года покинул «Унион» на правах свободного агента и перешёл в клуб «Айнтрахт Брауншвейг», выступающий во Второй Бундеслиге.
В июле 2021 года объявил о завершении карьеры.

### Карьера в сборной
Впервые был вызван в молодёжную сборную Германии в 2006 году на чемпионат U-16, забил в 8 матчах 6 голов.

### Тренерская карьера
Некоторое время работал ассистентом главного тренера одной из юношеских команд «Униона».